# Brooke (cràter)
Brooke és un cràter d'impacte en el planeta Venus de 22,9 km de diàmetre. Porta el nom de Frances Brooke (1724-1789), novel·lista britànica, i el seu nom va ser aprovat per la Unió Astronòmica Internacional el 1985.